# Marata, Idlib
Marata, Idlib (tiếng Ả Rập: معراتة) là một ngôi làng Syria nằm ở Ihsim Nahiyah ở huyện Ariha, Idlib. Theo Cục Thống kê Trung ương Syria (CBS), Marata, Idlib có dân số 2263 trong cuộc điều tra dân số năm 2004.